# Laura Freixas
Laura Freixas Revuelta (Barcelona, 16 de julio de 1958) es una escritora española, autora de novelas y ensayos, así como crítica literaria y articulista en diversos medios. Fundadora en 1987 de la colección literaria El espejo de tinta que dirige hasta 1994. Destaca también por su labor investigadora y promotora de la literatura escrita por mujeres, en cuyo contexto funda en el 2009 Clásicas y Modernas, asociación para la igualdad de género en la cultura.

## Biografía
Estudió en el Liceo Francés de su ciudad natal. Obtuvo una licenciatura en Derecho en 1980, pero siempre se ha dedicado a la escritura. 
En 1987 fundó y dirigió hasta 1994 la colección literaria El espejo de tinta de la Editorial Grijalbo.
Se dio a conocer como escritora en 1988 por su colección de cuentos El asesino en la muñeca. 
Posteriormente ha publicado otro libro de relatos (Cuentos a los cuarenta, 2001), varias novelas (Último domingo en Londres, 1997, Entre amigas, 1998, Amor o lo que sea, 2005 y Los otros son más felices, 2011), la autobiografía Adolescencia en Barcelona hacia 1970 (2007), y tres volúmenes de su diario (Una vida subterránea. Diario 1991-1994, 2013, Todos llevan máscara. Diario 1995-1996, 2018 y Saber quién soy. Diario 1997-1999, 2021). En 2019 publicó una autobiografía con perspectiva de género, escrita como una novela y titulada A  mí no me iba a pasar, que Babelia (El País) calificó de "un gran libro".
Dirigió un número monográfico de Revista de Occidente consagrado al diario íntimo en España (julio-agosto de 1996). Es columnista de La Vanguardia; y colabora ocasionalmente en otros medios, como El País. 
Tradujo los diarios de Virginia Woolf y de André Gide, las cartas de Madame de Sévigné y la novela de Elisabeth Smart En Grand Central Station me senté y lloré. 
Ha sido profesora invitada en varias Universidades de Estados Unidos (Virginia, Dartmouth, Illinois, Syracuse...), Irlanda (Limerick) y Reino Unido (Saint-Andrews), e impartido conferencias en la Biblioteca Nacional, la Fundación March, La Térmica, Caixaforum y otras instituciones.
Se ha posicionado en contra del procés. «El problema para quienes, desde la izquierda, nos oponemos a la secesión de Cataluña (porque pensamos que crea más problemas de los que resolvería y que es una cortina de humo para que sigan mandando, sin siquiera rendir cuentas, los de siempre), es que operamos solo con la razón, en un terreno de juego donde lo que cuenta y se maneja son mitos y emociones. Y como amargamente nos enseña la historia, la batalla de las emociones la gana fácilmente el patrioterismo», escribió en un artículo publicado en el diario El País el 22 de octubre de 2015 titulado "Cataluña: mitos y emociones".

### Literatura escrita por mujeres
Freixas ha desarrollado una intensa labor como investigadora y promotora de la literatura escrita por mujeres.
En 1996, compiló y escribió el prólogo para una antología de relatos de autoras españoles contemporáneas: Madres e hijas (con nueve ediciones en su primer año de publicación); y en 2000 publicó el ensayo Literatura y mujeres. En 2009 vio la luz Cuentos de amigas, así como la obra La novela femenil y sus lectrices (Premio Leonor de Guzmán).
Es cofundadora en 2009 de la asociación Clásicas y Modernas, dedicada al apoyo de las políticas de género en la cultura que en 2016 impulsó el Día de las Escritoras. Presidió la organización desde su creación hasta enero de 2017 y fue su presidenta de honor desde entonces hasta mayo de 2021.

## Obra
- El asesino en la muñeca, cuentos, ed. Anagrama, 1988
- Último domingo en Londres, novela, ed. Plaza y Janés, 1997
- Entre amigas, novela, ed. Destino, 1998
- Literatura y mujeres, ensayo, ed. Destino, 2000
- Cuentos a los cuarenta, ed. Destino, 2001 Relato "La Estación", en línea
- Amor o lo que sea, novela, ed. Destino, 2005
- Adolescencia en Barcelona hacia 1970, autobiografía, ed. Destino, 2007 primer capítulo, en línea
- Ladrona de rosas, biografía de Clarice Lispector, ed. La Esfera de los Libros, 2010[11]
- Los otros son más felices, novela, ed. Destino, 2011
- Una vida subterránea. Diario 1991-1994, ed. Errata Naturae, 2013
- El silencio de las madres , ensayo, ed. Aresta, 2014
- Todos llevan máscara. Diario 1995-1996, ed. Errata Naturae, 2018
- A mí no me iba a pasar, eds. B (Penguin Random House), 2019
- Sylvia Plath y Ted Hughes. ¿Genio y musa? ¿genia y muso? ¿genia y genio?, ed. Huso, 2021
- Saber quién soy. Diario 1997-1999, ed. Tres Hermanas, 2021
- ¿Que hacemos con Lolita? Argumentos y batallas en torno a las mujeres y la cultura, ed. Huso, 2022
- A todos nos falta algo. Diario 2000-2002, ed. Tres Hermanas, 2023

### Compiladora
- Cuentos, en Madres e hijas Barcelona: Anagrama. Ed. Anagrama. 236 pp. ISBN 84-339-1025-6 1996 y en Cuentos de amigas, ed. Anagrama, 2009
- Retratos literarios: Escritores españoles del siglo XX evocados por sus contemporáneos. Freixas, Laura (ed.) Madrid: Espasa Calpé, 1997
- Ensayos, en Libro de las madres, 451 Editores, Colección 451.zip. 254 pp. ISBN 978-84-96822-74-0[12] 2009